# 光明宮
布列達布利克（Breidablik）又稱光明宮。 在北歐神話中，這是光明之神巴德爾和其妻子南娜的住所。
古詩詞中提到，此處是聖潔之所，所有的邪惡和不清潔的事物在此皆無法存在。